# UFC: Fight for the Troops
UFC: Fight for the Troops, também conhecido como UFC Fight Night 16, foi um evento de artes marciais mistas promovido pelo Ultimate Fighting Championship, ocorrido em 10 de dezembro de 2008 no Cumberland County Crown Coliseum em Fayetteville, nos Estados Unidos.

## Background
O evento ajudou a arrecadar dinheiro à Intrepid Fallen Heroes Fund, que auxilia veteranos militares seriamente lesionados e famílias de soldados mortos em serviço. O evento havia acumulado $4,000,000 durante suas três horas de transmissão.
O evento foi oficialmente anunciado em 17 de setembro de 2008 durante o UFC Fight Night: Diaz vs. Neer. Razak Al-Hassan substituiu Stann, e Jim Miller veio com apenas três semanas de aviso ficar no lugar de Edgar.
O evento resultou num número incomum de lesões sérias. Corey Hill, Razak Al-Hassan, Brandon Wolff, Jonathan Goulet, Nate Loughran e Yoshiyuki Yoshida foram hospitalizados após se ferirem durante as lutas.

## Bônus da Noite
Ao final da noite, o UFC prêmiou com $30,000 cada um dos lutadoes que receberam esses titulos:
- Nocaute de Noite:  Josh Koscheck
- Finalização da Noite:  Steve Cantwell
- Luta da Noite:  Jim Miller vs.  Matt Wiman

## Ligações Externas
- UFC site